# Revoz

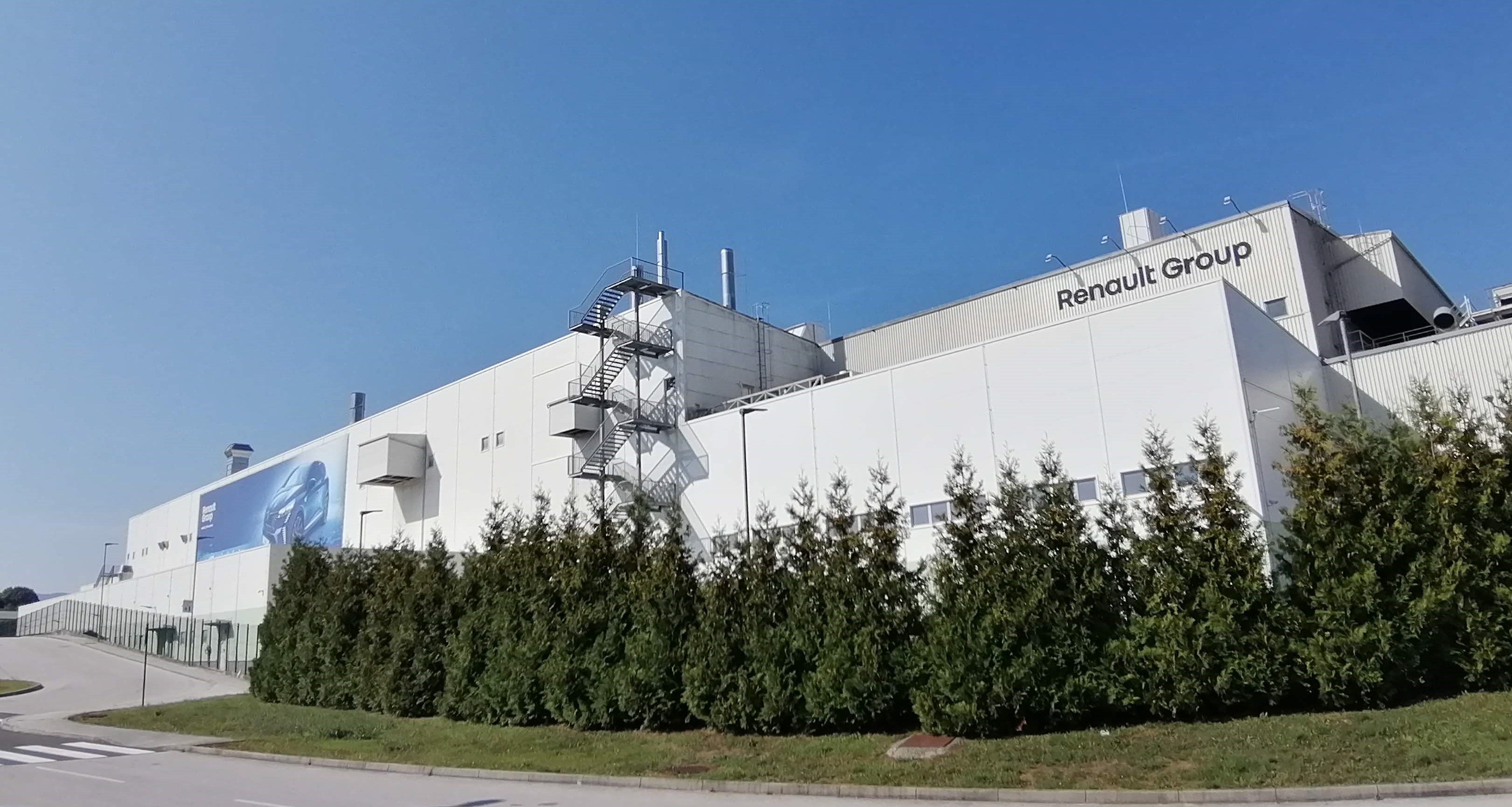
Revoz Novo Mesto

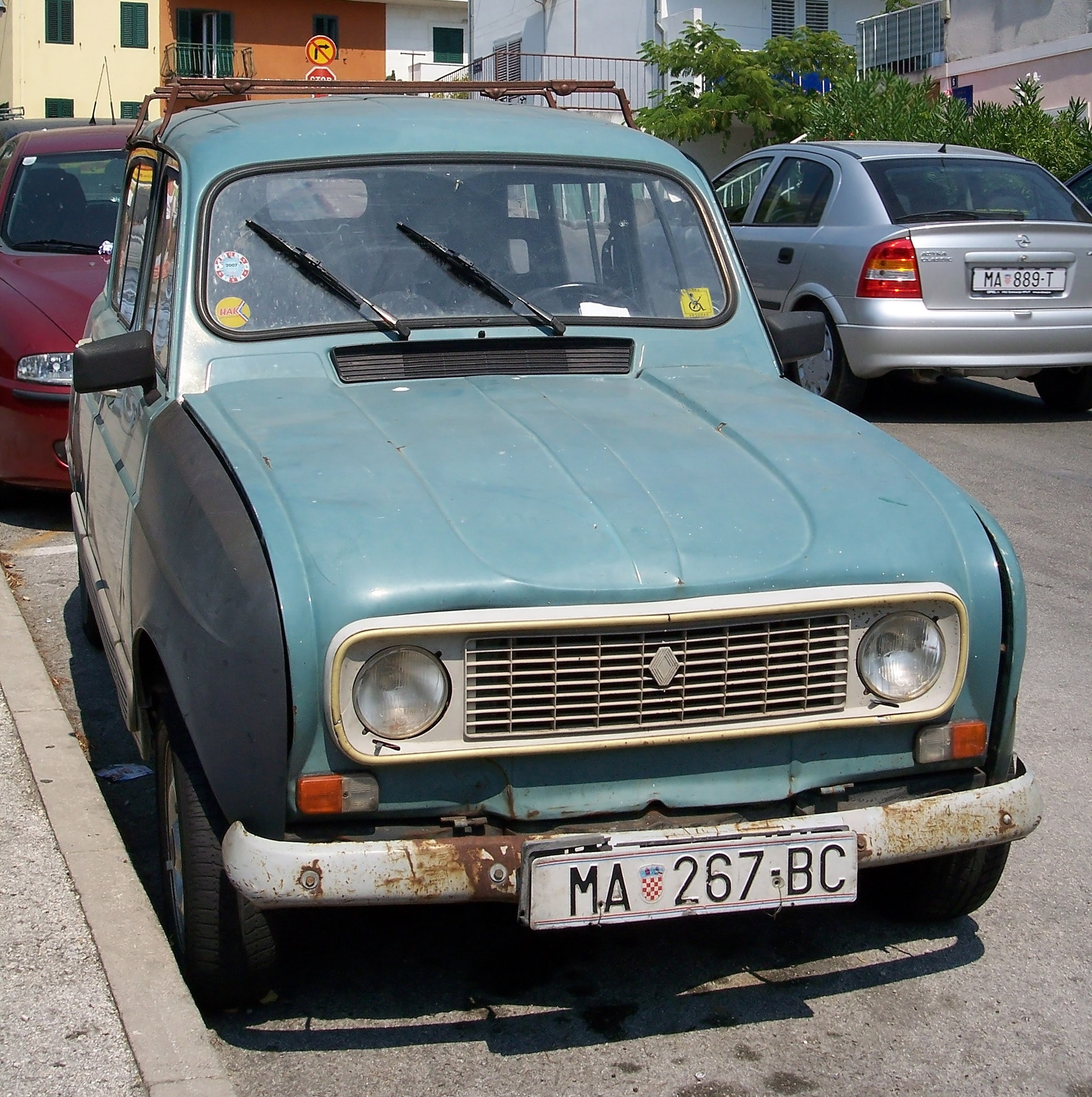
Renault 4

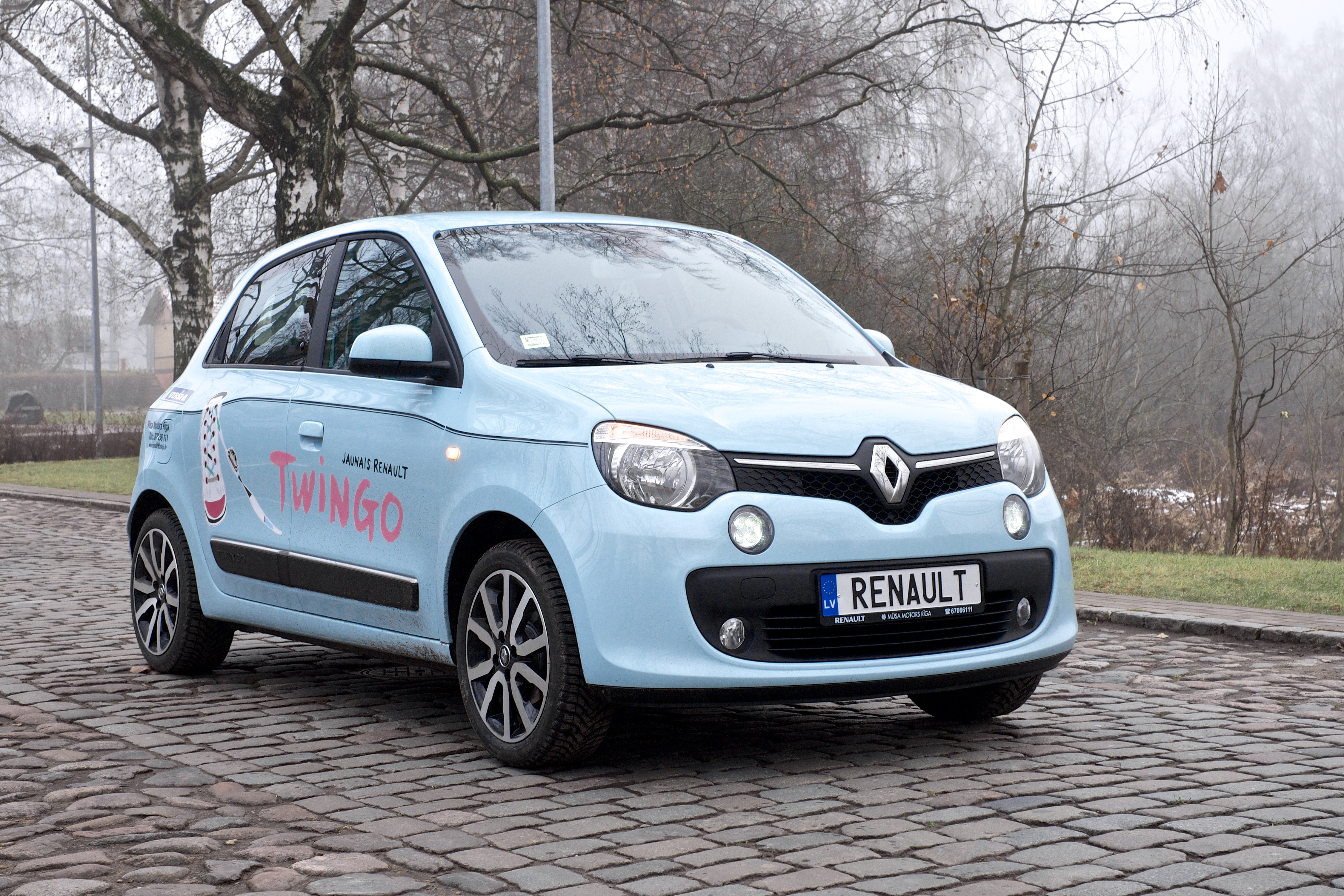
Renault Twingo III

Revoz D.D. (Delniška Družba – Aktiengesellschaft) ist das einzig verbliebene slowenische Unternehmen, das Autos herstellt.

## Geschichte
1988 wurde Revoz als Joint Venture zwischen IMV und Renault gegründet. Seit 2004 befindet sich Revoz zu 100 % im Besitz von Renault.
Die Produktion von Renault-Modellen wurde fortgesetzt. Einziges Modell 1988 war der Renault 4, der in Jugoslawien umgangssprachlich Katrca genannt wurde. 1993 löste der Clio den Renault 4 als wichtigstes in Novo mesto produziertes Modell ab.
Folgende Renault-Modelle wurden in Novo mesto ab 1988 produziert:
- Renault 4 (1973–1992), 575.960 Stück
- Renault 5 II (1989–1996), 192.121 Stück
- Renault Clio I (1993–1998), 299.831 Stück

## Gegenwart
Im Herbst 2010 wurde bei Revoz die Produktion des Renault Wind aufgenommen, die im Juni 2013 wieder auslief.
Derzeit (2015) werden bei Revoz die beiden Renault-Modelle Clio II (Export für Nordafrika) und Twingo III sowie in Kooperation mit der Daimler AG seit September 2014 die viertürigen smart-Fahrzeuge (Smart Forfour) gebaut.
Im April 2015 lief die Produktion des Clio II nach 1.495.157 Stück aus.
Nach einem im September 2010 veröffentlichten Ranking ist Revoz mit einem Umsatz von 1,28 Milliarden Euro das drittgrößte slowenische Unternehmen und damit das achtgrößte auf dem Gebiet des ehemaligen Jugoslawien. Im Jahr 2009 wurden 212.680 PKW hergestellt. Lediglich 1,6 % des Umsatzes wurden im Inland erwirtschaftet, 98,4 % (99,2%/2015) durch Export.
Die wichtigsten Märkte für Revoz-Fahrzeuge sind Frankreich (43 %), Deutschland (ca. 25 %), Italien (4 %), Großbritannien (4 %) und die Niederlande (4 %). In Slowenien werden nur ca. 350 Twingos pro Jahr verkauft (2015).
Für Ende 2016 ist die Fertigung des ersten Elektro-Smart geplant sowie des Twingo GT.
Im Rahmen der Europäischen Kulturhauptstadt 2012 in Maribor, an der auch die Stadt Novo mesto teilnahm, wurde vom Verein der IMV-Freunde eine Ausstellung in Drgančevje mit den dort gebauten (historischen) Fahrzeugen durchgeführt.
In letzter Zeit gab es mehrere Meldungen, dass ab dem Jahre 2026 die Fertigung des neuen elektrischen Twingomodelles bei Revoz durchgeführt werden soll. Herbei soll Renault die Produktion solcher Elektrofahrzeuge von seinem im  November 2023 gegründeten Tochterunternehmen Ampere übertragen.